# Karol Hilary Tarnowski
Karol Hilary Tarnowski, ps. „Leliwa” (ur. 23 stycznia 1889 w Chorzelowie k. Mielca, zm. 15 lutego 1981 w Krakowie) – właściciel ziemski, działacz społeczny i charytatywny, współzałożyciel konspiracyjnej i paramilitarnej organizacji „Uprawa”.

## Życiorys
Urodził się w rodzinie ziemiańskiej. Wykształcenie pobierał w domu rodzinnym matki w Turczyńcach koło Płoskirowa. Egzaminy szkolne zdał w Kijowie, a maturę w Krakowie. Studia ukończył na wydziale rolnym Uniwersytetu Lipskiego. W czasie wojny polsko-bolszewickiej w 1920 r. zgłosił się jako ochotnik do Wojska Polskiego. W II Rzeczypospolitej zarządzał rodzinnym majątkiem ziemskim w Chorzelowie, liczącym 2000 hektarów. Aktywnie angażował się w życie społeczne. 4 lutego 1936 r. został wybrany na wiceprezesa Związku Ziemian Zachodniej Małopolski w Krakowie. Był też członkiem Zarządu Rady Naczelnej Organizacji Ziemiańskich w Warszawie. Angażował się mocno w działalność polityczną i charytatywną. W różnych gremiach reprezentował interesy ziemiaństwa, starając się równocześnie o łagodzenie konfliktów między właścicielami majątków a pracownikami rolnymi. Organizował też zbiórkę funduszy na rzecz Pożyczki Obrony Przeciwlotniczej i Funduszu Obrony Narodowej, co zaowocowało przekazaniem władzom ponad miliona złotych. Po wybuchu II wojny światowej, mimo rozwiązaniu przez okupanta stowarzyszeń, kontynuował działalność społeczną i charytatywną. Przyczynił się do powstania Komitetu Pomocy dla Wysiedlonych, który wszedł w skład Rady Głównej Opiekuńczej. Od kwietnia 1941 r. był zastępcą przewodniczącego Sekcji Pomocy dla Ziemian i Rolników RGO w Krakowie. Zachęcał do tworzenia w gminach i powiatach placówek RGO. Osobiście kierował placówkami w Mielcu i Tarnobrzegu. W swoim majątku ukrywał żydowską dziewczynkę.
Najważniejszym jego dziełem z tego okresu było utworzenie w 1940 r. konspiracyjnej i paramilitarnej organizacji ziemian i przemysłowców „Uprawa”, noszącej później kryptonimy „Tarcza” i „Opieka”. Był jej pomysłodawcą i współorganizatorem. Po zatwierdzeniu przez Wodza Naczelnego gen. Władysława Sikorskiego kierował jej strukturami w Okręgu Kraków, używając pseudonimu „Leliwa”. Organizacja ta, kierowana przez Leona Krzeczunowicza, administratora majątku w Sieciechowicach k. Miechowa, wspomagała Polskie Państwo Podziemne poprzez zbiórkę funduszy i żywności, wspieranie oddziałów Związku Walki Zbrojnej-Armii Krajowej, ukrywanie broni i radiostacji oraz osób poszukiwanych przez okupanta. Organizowała także pomoc dla wysiedlanej przez Niemców ludności cywilnej.
W 1944 r. Karol Tarnowski wobec zbliżającego się frontu przeniósł się do Zakopanego, a następnie do Krakowa. Jego rodzinny dwór spłonął. Po 1945 r., pomimo wykształcenia, pracował na podrzędnych stanowiskach m.in. jako kierownik magazynu. Był inwigilowany przez organy bezpieczeństwa. W 1955 r. przeszedł na emeryturę. Pochowany na Cmentarzu Rakowickim w Krakowie.

## Życie rodzinne
Syn Stanisława herbu Leliwa, właściciela ziemskiego i inżyniera budownictwa dróg, oraz Marii z Iwanowskich herbu Łodzia. Ożenił się z Janiną Wandą zd. Pawlikowską, wdową po Henryku Woźniakowskim. Jego synem jest filozof Karol Benito Tarnowski, a pasierbem dziennikarz i publicysta Jacek Woźniakowski.